# Apostenus californicus
Espèce
Apostenus californicus est une espèce d'araignées aranéomorphes de la famille des Liocranidae.

## Distribution
Cette espèce est endémique de Californie aux États-Unis,.

## Description
Le mâle holotype mesure 2,42 mm et la femelle paratype 3,14 mm, les mâles mesurent de 2,24 à 2,95 mm et les femelles de 2,30 à 3,60 mm.

## Étymologie
Son nom d'espèce lui a été donné en référence au lieu de sa découverte, la Californie.

## Publication originale
- Ubick & Vetter, 2005 : A new species of Apostenus from California, with notes on the genus (Araneae, Liocranidae). Journal of Arachnology, vol. 33, no 1, p. 63-75 (texte intégral).